# Германия на «Евровидении-1966»
Германия принимала участие в Евровидении 1966, проходившем в Люксембурге. На конкурсе её представляла Марго Эскенс с песней «Die Zeiger der Uhr», выступавшая под номером 1. В этом году страна заняла 10-е место, получив 7 баллов. Комментатором конкурса от Германии в этом году был Ханнс Иоахим Росхенбах, глашатаем — Вернер Вигель.

## Национальный отбор
Впервые национальный отбор проходил внутри компании, а не при помощи голосования, что, возможно, связано с прошлыми неудачными выступлениями.

## Страны, отдавшие баллы Германии
Число членов национальных жюри было увеличено до двадцати, а количество очков, присуждаемых каждым членом, — с трёх до пяти, что позволило голосовать за пять лучших песен.
| Швейцария | Бельгия Италия |

## Страны, получившие баллы от Германии
| 5 баллов | Бельгия   |
| 3 балла  | Югославия |
| 1 балл   | Норвегия  |